# Berga (Carrega Ligure)

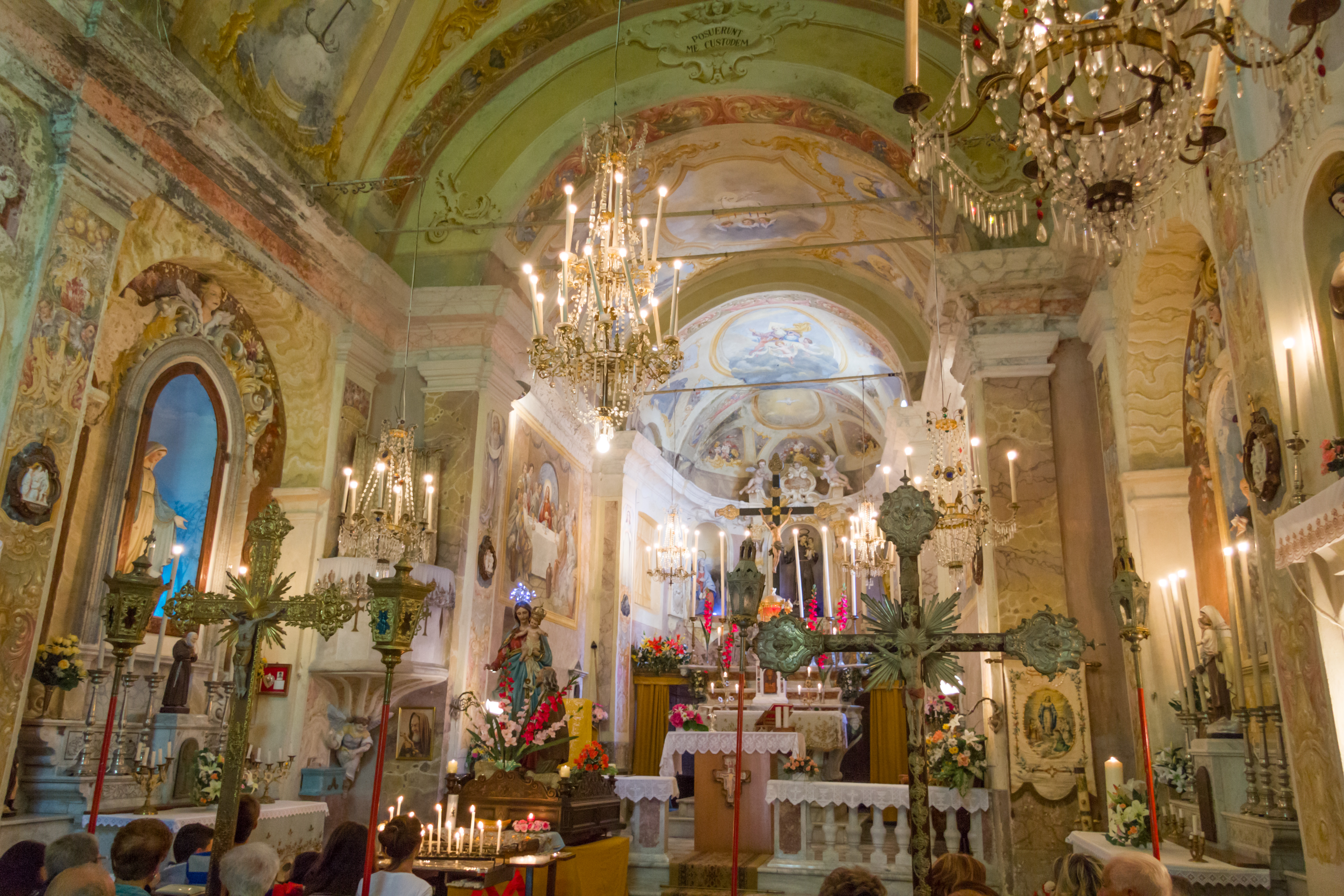
Interno della Chiesa parrocchiale dedicata a Sant'Antonio da Padova

Berga è una frazione del comune di Carrega Ligure, in provincia di Alessandria, situato in alta val Borbera, alle pendici del Monte Antola (1597 m) ad un'altitudine di 894 m. Nel 1744 possedeva un oratorio con facoltà di battezzare e di conservarvi la S. Eucaristia. Fu eretta parrocchia nel 1855, staccandola da Agneto.

## Geografia
Si tratta di una paesino molto caratteristico inserito in un contesto naturale composto principalmente da zone boschive ad alta densità vegetativa.

## Storia
Il paese attuale è stato completamente ricostruito dopo l'incendio nel 1906 grazie all'aiuto dei busallesi.

## Etimologia
Origine del nome: molto probabilmente Berga è il Verganum nominato in un atto del 1253. Berga potrebbe corrispondere alla parola piemontese Uberg, donde albergo, ma si pensa anche alla parola pre-latina Barga (capanna).
Vale la pena considerare anche l'ipotesi di Berg, parola tedesca per monte, considerate le invasioni barbariche del basso Medio Evo.

## Cultura
È caratterizzato da una forte coesione dei suoi abitanti, quasi tutti villeggianti estivi provenienti da Genova con la famiglia di origine di Berga, che grazie al loro generoso volontariato animano per tutti i mesi estivi questo tranquillo paesino tra l'Appennino Ligure con balli, canti e banchetti culinari a base di cibi tradizionali della zona, ma anche di pesce, come la ormai classica "muscolata" che attira moltitudini di persone per gustare ad libitum i cosiddetti "muscoli" (i mitili o cozze che dir si voglia).

## Società

### Evoluzione demografica
1879: 100
1932: 54
1966: 26
1983: 17
1992: 12
2002: 10
2010: 8
2013: 6